# Stedum
Stedum (Gronings: Steem) is een dorp in de Nederlandse gemeente Eemsdelta in de provincie Groningen, met 1.040 inwoners op 1 januari 2023.

## Geschiedenis
Het centrum van Stedum bestaat uit een dubbelwierde: een oudere kerkwierde met daar tegenaan een iets jongere langgerekte handelswierde,waarop de Hoofdstraat al meer dan 1000 jaar zich uitstrekt. 

Stedum is uit de geschiedenis bekend als de woonplaats van Jonker Adriaan Clant (1599-1665). Hij bewoonde de 14e-eeuwse borg Nittersum (gesloopt in 1818) en was afgevaardigde in de Ommelander Staten. Hij behoorde in 1648 tot de ondertekenaars van de Vrede van Münster. Het praalgraf van deze bekendste Stedumer werd in 1670-1672 vervaardigd door Rombout Verhulst. Het is te zien in het koor van de 13e-eeuwse romanogotische Bartholomeuskerk. 
Voor 1990 was Stedum de hoofdplaats van de gelijknamige gemeente, die verder bestond uit de dorpen, gehuchten en buurtschappen Dijkum, Garsthuizen, Garsthuizervoorwerk, De Harde, Krangeweer, Lutjewijtwerd, De Vennen, Vierburen, De Weer en Westeremden. Van 1990 tot 2021 was Stedum deel van de gemeente Loppersum.

## Heden
Stedum is een beschermd dorpsgezicht en telt diverse rijksmonumenten. Er is ook een nieuwbouwwijk, gelegen aan de oostkant van het dorp langs de Hilmaarweg. Het is de bedoeling dat in deze omgeving verdere nieuwbouw mogelijk wordt gemaakt. Rondom Stedum zijn er mogelijkheden voor recreatief fietsen en wandelen. Het station Stedum, gesloopt in 1973 en nu slechts een eenvoudige halte, ligt aan de spoorlijn Groningen - Delfzijl. In het Stedumer café 't Oude Raedthuys werd tussen 2002 en 2013 zes keer per jaar de Eerste Groninger Voorlees- en Vertelsalon georganiseerd.

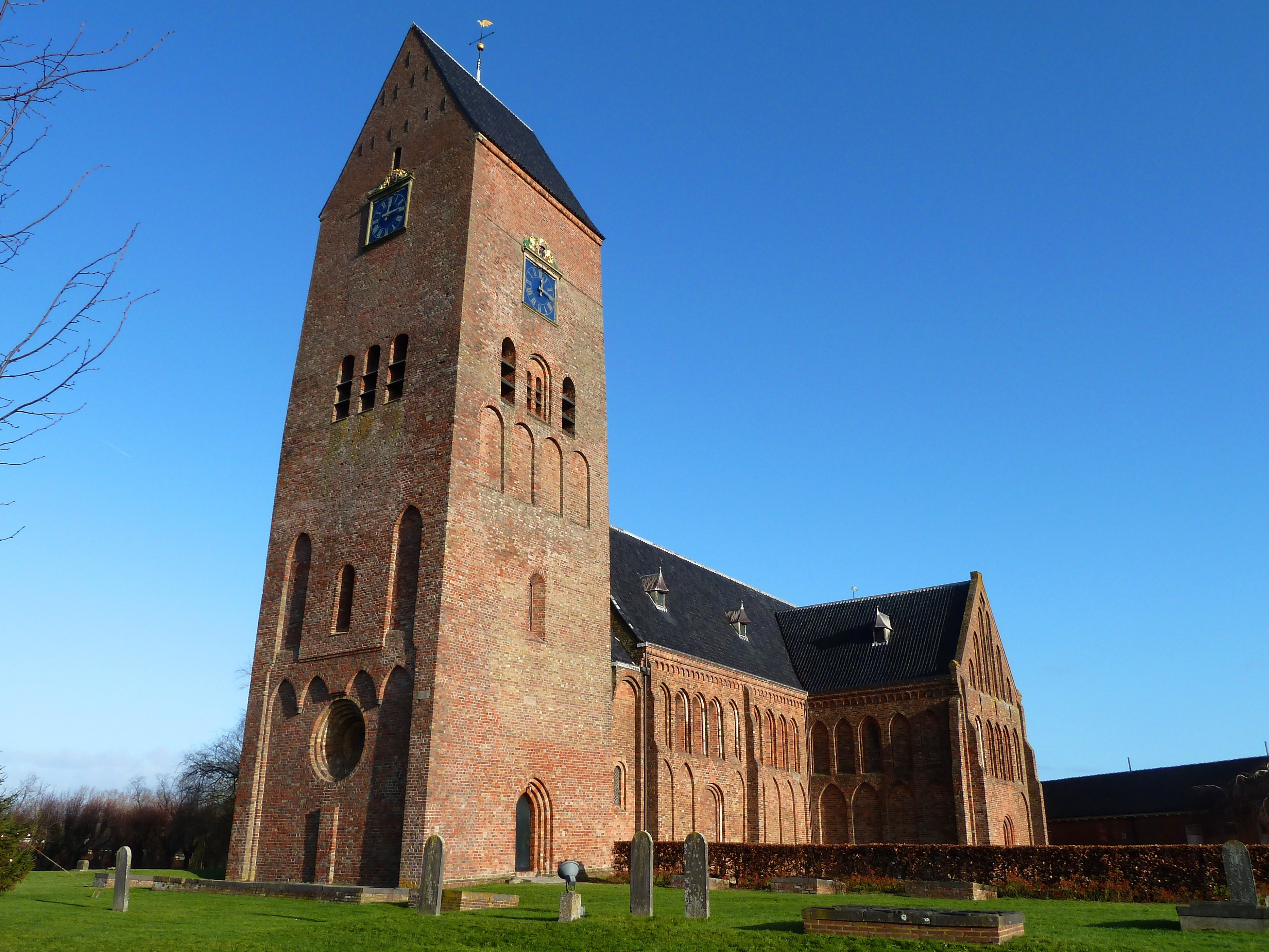
De Bartholomeuskerk (13e eeuw)
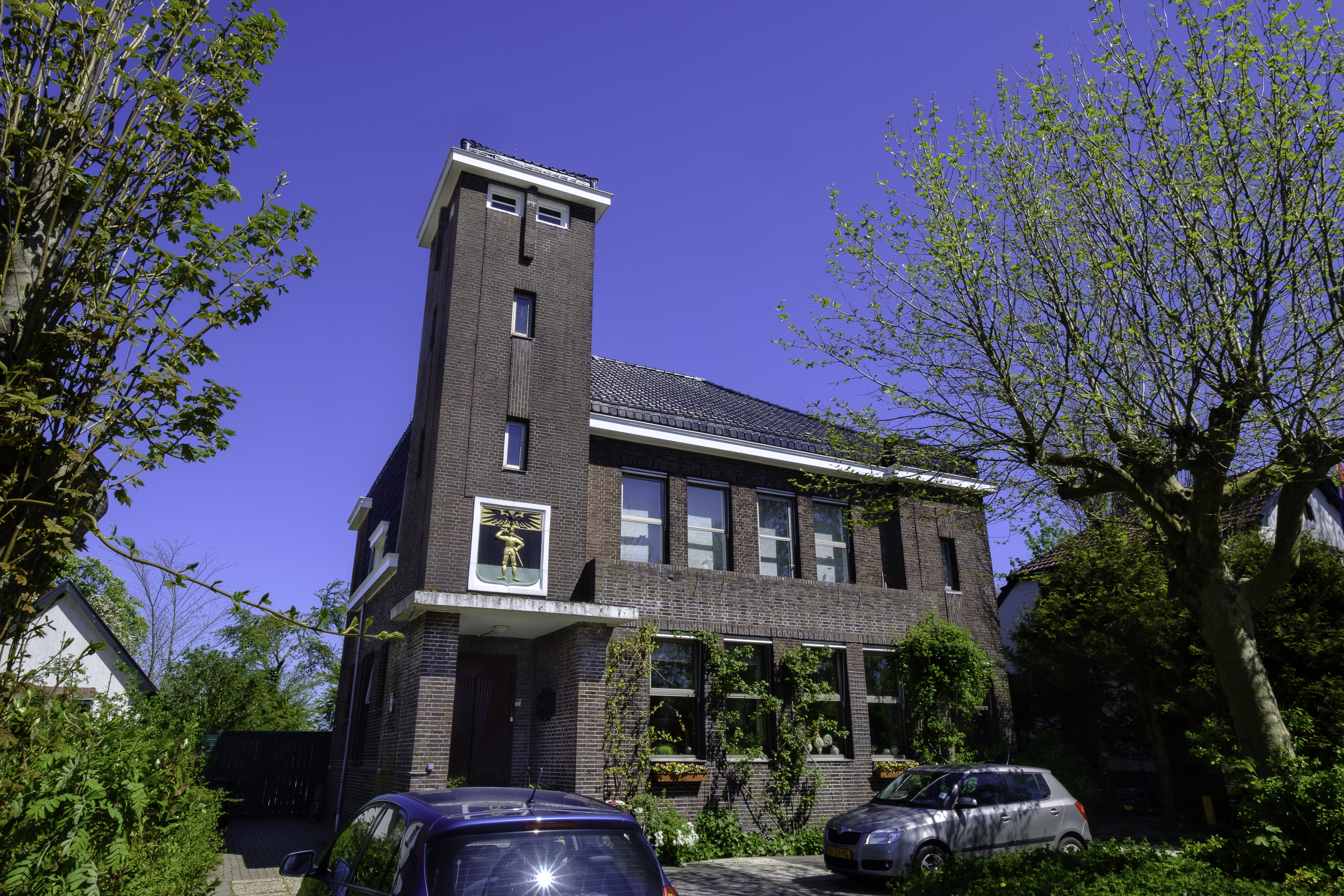
Het oude gemeentehuis (Jan Benninga, 1926)
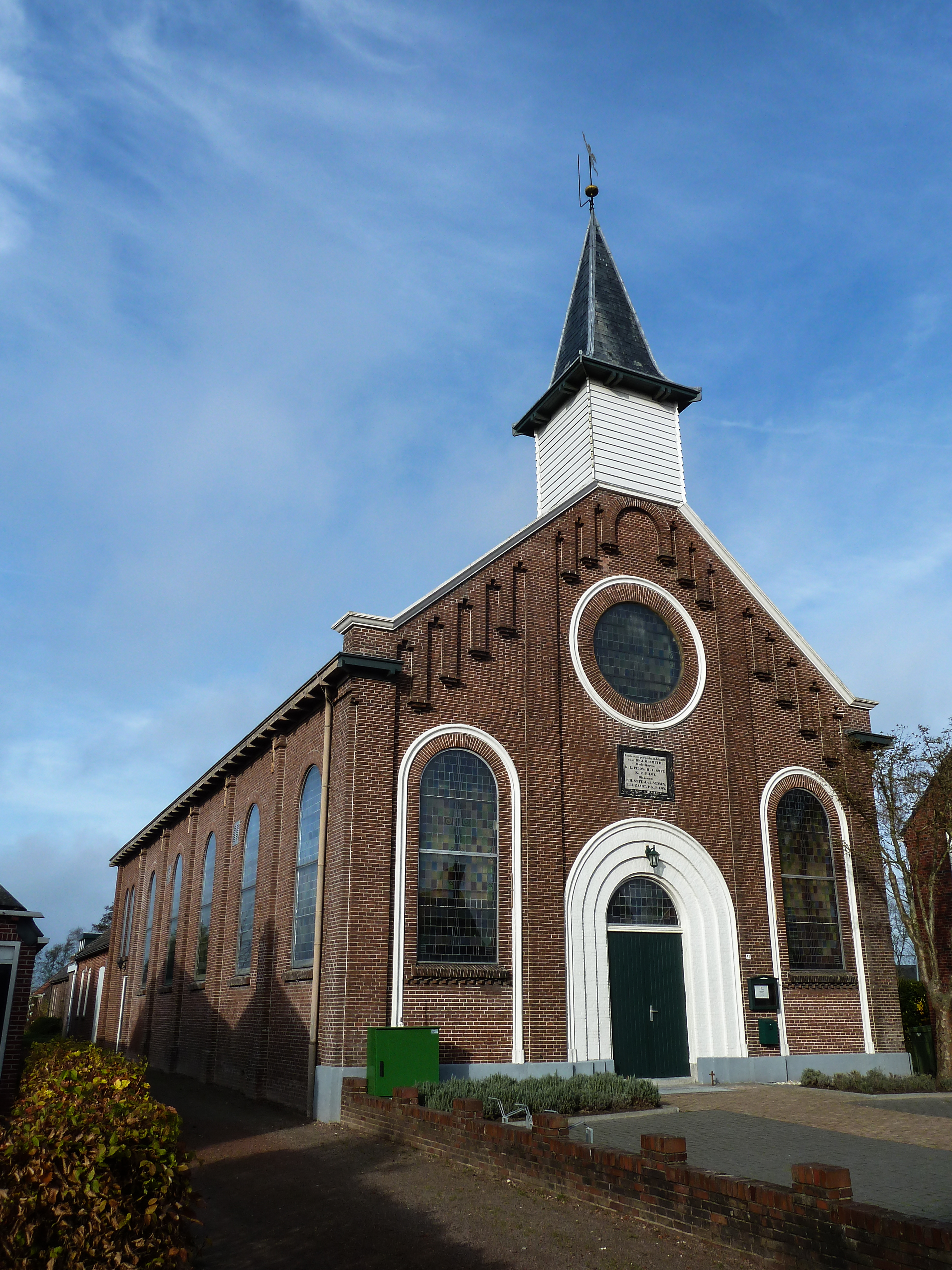
Gereformeerde kerk (1876)
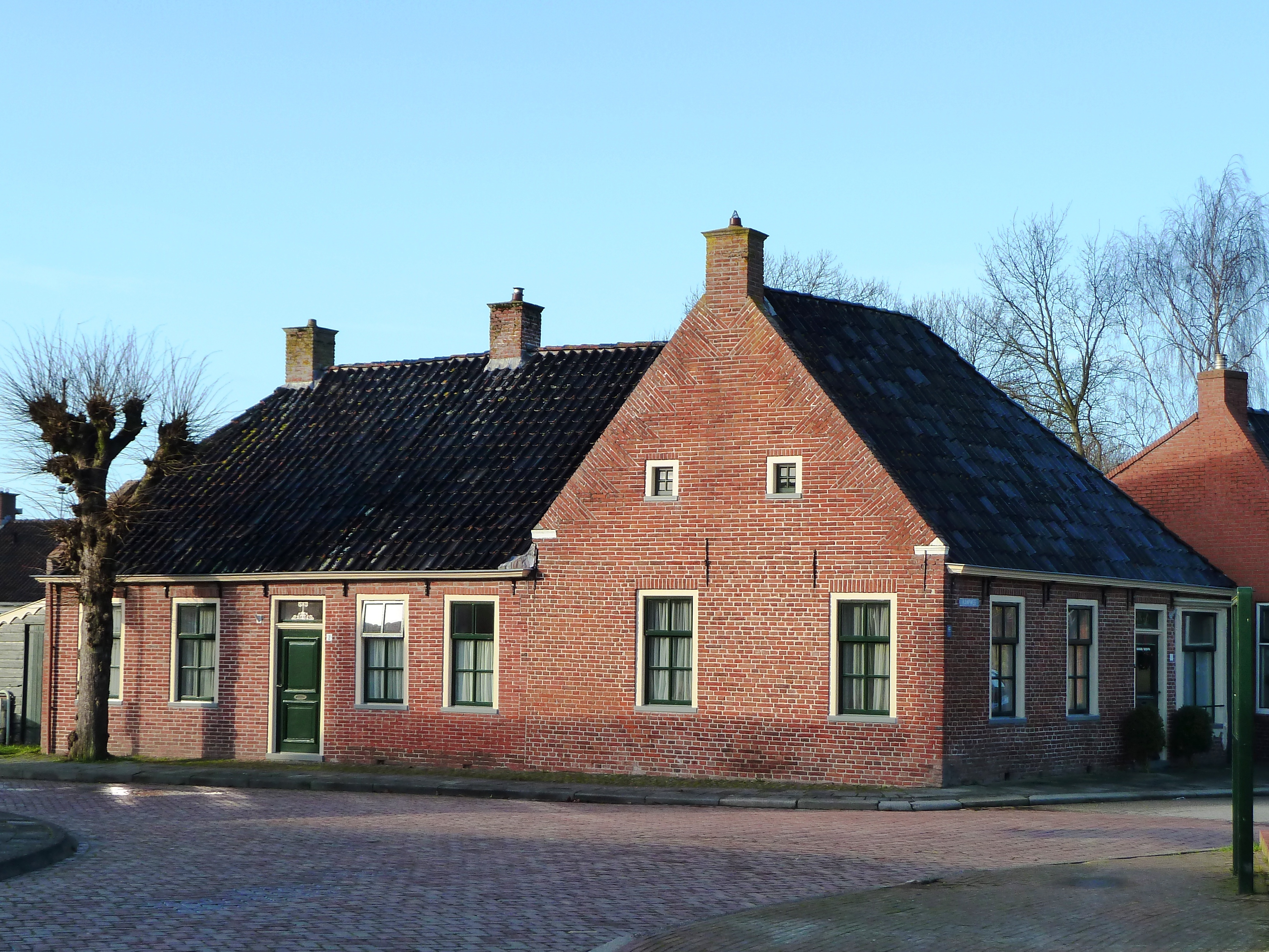
Woonhuis in Stedum
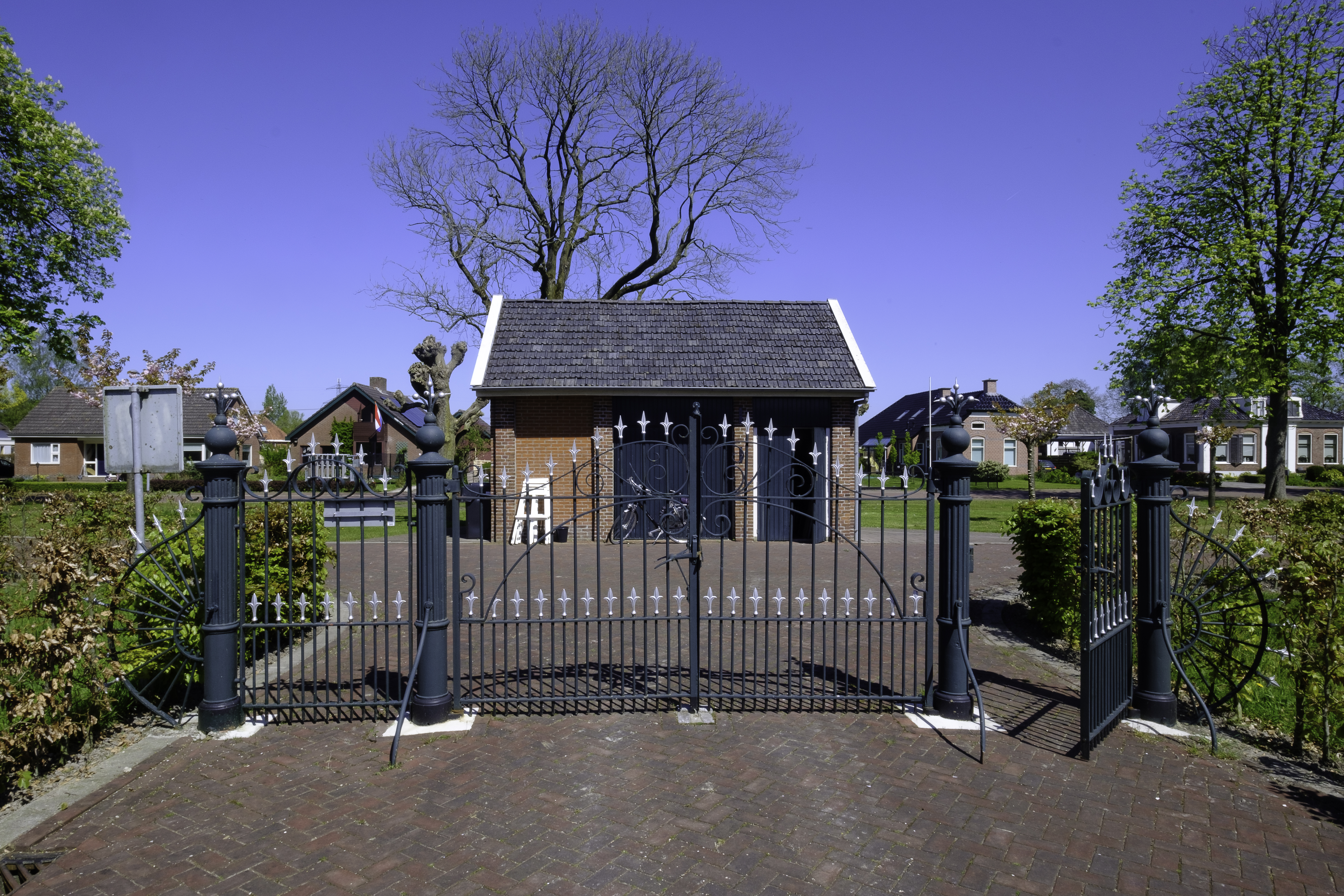
Toegang tot de begraafplaats van Stedum
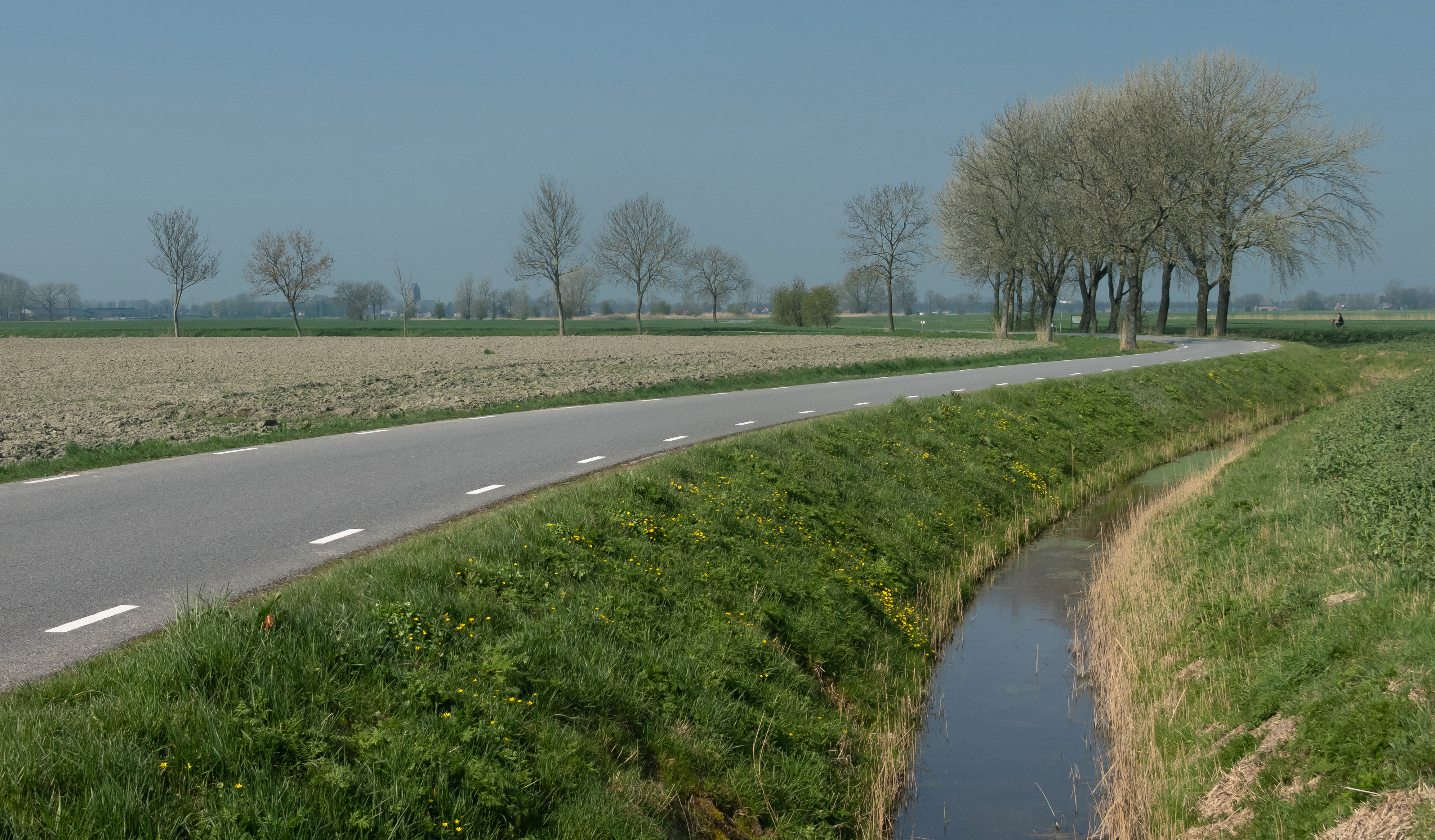
Straatpanorama Delleweg

## Geboren in Stedum
- Simon Derk Jensema (1864-1927), landbouwer en burgemeester
- Pieter Zandt (1880-1961), predikant en politicus (SGP)
- Jan Pesman (1931-2014), schaatser. Bronzen medaille 5000 meter Olympische Winterspelen Squaw Valley (1960)
- Rikus Jager (1954), politicus (CDA), burgemeester van Westerveld
- Sien Jensema (Stedum 1896 – Garderen 1994). Schrijfster van gedichten, korte verhalen en romans in het Gronings